# Miguel Ángel González
Miguel Ángel González Suárez (Ourense, 24 dicembre 1947 – Madrid, 6 febbraio 2024) è stato un calciatore e dirigente sportivo spagnolo, di ruolo portiere.

## Biografia
Iniziò la sua carriera sportiva come giocatore di pallamano e solo durante l'adolescenza si affacciò sul mondo del calcio giocando con il ruolo di portiere.
Dopo avere militato nel Club Deportivo Ourense, nel 1967 fu notato dagli osservatori del Real Madrid, che decisero di prestarlo un anno al Castellón prima di ingaggiarlo come portiere di riserva.
Dalla stagione 1974-1975 conquistò il posto di titolare, che conservò per più di un decennio, durante il quale vinse con il Real Madrid otto campionati spagnoli, cinque Coppe di Spagna e due Coppe UEFA, fino al ritiro avvenuto nel 1986 a 38 anni di età. Il 27 maggio 1981 con la sua squadra arrivò alla finale di Coppa dei Campioni, che però perse 1-0 contro il Liverpool.
Nella Nazionale di calcio della Spagna debuttò il 12 ottobre 1975 in occasione della partita vinta 2-0 contro la Danimarca, valida per le qualificazioni al Campionato europeo di calcio 1976, sostituendo l'infortunato portiere titolare José Ángel Iribar. Conservò il posto di titolare della Nazionale fino ai Mondiali 1982, quando venne sostituito dal più giovane Luis Arconada.
Dopo il ritiro dall'attività agonistica fu allenatore dei portieri e dirigente sportivo sempre nel club del Real Madrid.
Nel 2022 gli venne diagnosticata la SLA. Morì due anni dopo a Madrid il 6 febbraio 2024 per le complicazioni della patologia all'età di 76 anni.

## Palmarès

### Giocatore

#### Club
- Coppa UEFA: 2

Real Madrid: 1984-1985, 1985-1986
- Campionato spagnolo: 8

Real Madrid: 1968-1969, 1971-1972, 1974-1975, 1975-1976, 1977-1978, 1978-1979, 1979-1980, 1985-1986
- Coppa di Spagna: 5

Real Madrid: 1969-1970, 1973-1974, 1974-1975, 1979-1980, 1981-1982

#### Titoli individuali
- Trofeo Zamora: 1

1976